# Dodona

Dodona jósszentély elhelyezkedése Görögországban

Dodona (eredetileg görögül Δωδώνη – Dódóné, újgörög kiejtéssel Dodóni) a hajdani Épeiroszban, a molosszoszok földjén álló település volt, keletre a Tamosz-hegységtől, a mai Janinától délnyugatra. Zeusz-templomáról, az egyik legrégibb görög jósszentélyről ismert. A jósszentély jóslatainak kétértelműségéről, homályosságáról volt híres. Innen ered az, hogy a nem  egyértelmű beszédet a „dodonai” jelzővel illetik.

## A szentély

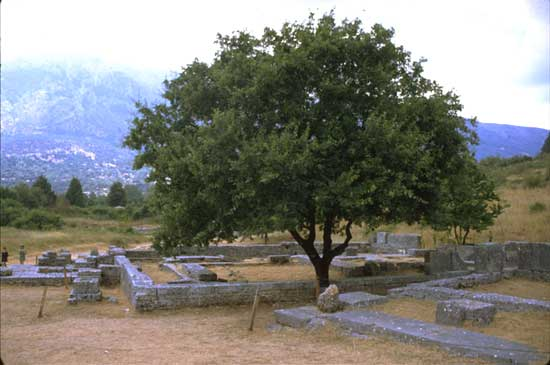
Zeusz Dódónaiosz szentélyének a maradványai

A monda szerint az egyiptomi Thébából repült ide egy fekete galamb, letelepedett egy tölgyfára és emberi nyelven kezdett beszélni. A galamb megparancsolta a helyieknek, hogy építsenek Zeusznak jóshelyet a tölgyfa körül.
A kultusz keletkezése egészen a Kr. e. II. évezredre nyúlik vissza,  Hérodotosz is említést tett róla, szerinte a dodonai kultusz Föníciából vagy Egyiptomból származott.
Az aitól és akháj szövetség Makedónia elleni háborúskodása során, a Kr. e. 3. század végén a kultuszhely elpusztult. Később újraépítették, de a rómaiak Kr. e. 168-167-ben felégették, amikor az épeirosziak Perszeusz makedón királyt támogatták. A Kr. e. 1. században trák törzsek fosztották ki, majd császárkorban újra folytatódtak a jóslások egészen a Kr. u. 4. századig. Később a hely érseki székhely volt, majd végleg elpusztult. A szentély romjait 1875-ben fedezte fel egy Mineyko nevű lengyel mérnök, a rákövetkező évben a görög Karapanosz tárta föl az emlékhelyet. A szentély a következő épületekből állt: az akropolisz (fellegvár), a kitűnő karban fennmaradt nagyméretű színház és a szentély. A fallal körülvett szent kerületben vannak Zeusz templomának, a jóslás céljaira szolgáló két épületnek és egy Aphrodité-szentélynek maradványai.

## A szentély jósai

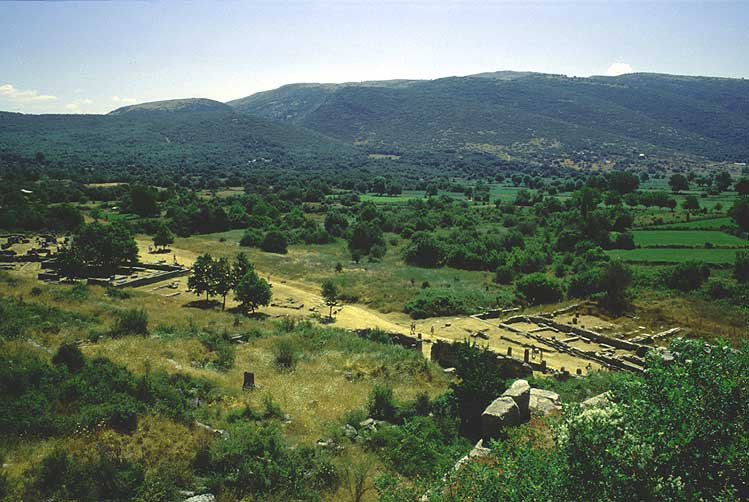
A dodonai jósszentély

A szentély jósai Zeusz Dódónaiosz (vagy Pelaszgiosz) és felesége, Dióné nevében adtak jóslatokat.
A szentély papjai (helloi vagy szelloi), a puszta földön aludtak, csak mezítláb jártak és sohasem mosták le a lábukról a föld porát, hogy állandó kapcsolatban legyenek a mindent tápláló Földanyával. Ez arra utal, hogy a többi görög jósdához hasonlóan először itt is a Földistennő adott jóslatokat. A dodonai papnőket a görögök peleiadésznek nevezték, ami a görög peleia (galamb) szóból származik.

## A jóslás formái
A szentély egy „szent tölgy” köré épült, a papok az isten szent fájának, a tölgy lombjának susogásából vagy a szent forrás vizének csobogásából jósoltak. Ezt a „szent tölgyet” az első szentély megépüléséig (Kr. e. IV. század) triposzok, azaz háromlábú állványon álló bronzüstök védték. A jóslás úgy történt, hogy az emberek a kérdéseiket vékony ólomlemezbe vésték, átadták a jósda papjainak, a papok a szent tölgy leveleinek a susogásából „kiolvasták”, majd a jósnő írott formában továbbította a jóslatkérőnek a választ. Az ásatásokkor előkerült ólomlemezek csupán a feltett kérdéseket tartalmazzák.

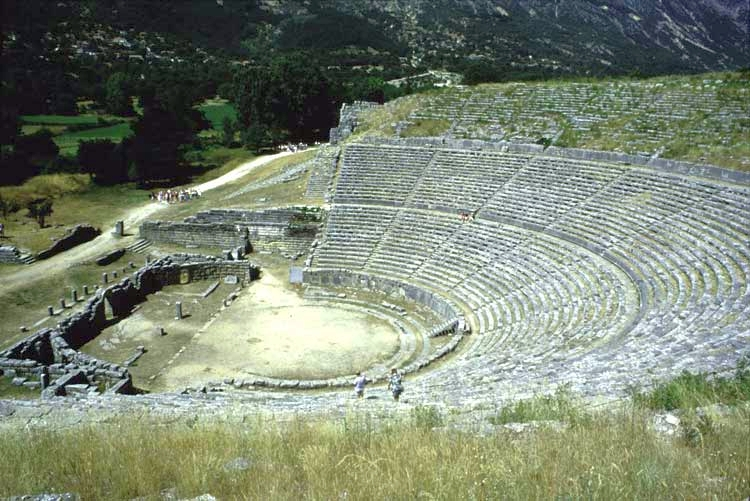
Pürrhosz színháza, Dodonában

Egy másik fajta jóslás az ércmedencéből való jóslás volt: két oszlop állt egymáshoz közel, az egyiken bronzfiú drótból font ostort tartott kezében, a másikon ércmedence volt, amely, mihelyt szellő támadt, az ostorfonadék érintésére hangot adott. De galambok röptéből is magyarázták a jövőt, gyakori a galambábrázolás a dodonai kultuszban használt tárgyakon. Néha pedig a triposzok bronzüstjeit is használták a jóslás eszközéül: megkongatták az edényeket és ezek hangzásából olvasták ki a papok az isten üzenetét.